# Don Warrington
Don Warrington (rođen kao Don Williams; Trinidad, Trinidad i Tobago; 23. svibnja 1951.) britanski je glumac, podrijetlom s Trinidada i Tobaga. Warrington je najpoznatiji po ulozi šefa Selwyna Pattersona u kriminalističkoj drami Smrt u raju.

## Vanjske poveznice
- Don Warrington u internetskoj bazi filmova IMDb-u (engl.)